# Deutsche Cadre-47/2-Meisterschaft 1972/73

Veranstaltungsort: Dortmund

Die Deutsche Cadre-47/2-Meisterschaft 1972/73 ist eine Billard-Turnierserie und fand vom 25. bis zum 28. Januar 1973 in Dortmund zum 45. Mal statt.

## Geschichte
Nachdem das Deutsche Fernsehen seine Aufnahmearbeiten beendet hatte, startete das Turnier mit etwas Verspätung. Bereits in der zweiten Runde verlor Mitfavorit Klaus Hose überraschend gegen den stark verbesserten Dieter Wirtz. Die nächsten Runden brachten dann eigentlich nur Favoritensiege. In der letzten und damit entscheidende Runde trafen der ungeschlagene Berliner Dieter Müller und Klaus Hose aufeinander. Mit einem Sieg wäre der Bochumer aufgrund seines besseren Generaldurchschnitts (GD) neuer Meister. Müller konnte das aber durch einen 400:380-Sieg verhindern und wurde zum zweiten Mal Deutscher Meister im Cadre 47/2. Platz drei sicherte sich der Oberhausener Günter Siebert matchpunktgleich vor Dieter Wirtz.

## Turniermodus
Das ganze Turnier wurde im Round-Robin-System bis 400 Punkte mit Nachstoß gespielt. Bei MP-Gleichstand wurde in folgender Reihenfolge gewertet:
1. MP = Matchpunkte
2. GD = Generaldurchschnitt
3. HS = Höchstserie

## Abschlusstabelle
| MP    | Match Points (Sieger = 2; Unentschieden = 1; Verlierer = 0) |
| Pkte. | Erzielte Karambolagen                                       |
| Aufn. | Benötigte Versuche                                          |
| GD    | Generaldurchschnitt                                         |
| BED   | Bester Einzeldurchschnitt eines Spielers                    |
| HS    | Höchstserie                                                 |
|       | Bester GD des Turniers                                      |
|       | Bester ED des Turniers                                      |
|       | Beste HS des Turniers                                       |
|       | 1. Platz (Gold)                                             |
|       | 2. Platz (Silber)                                           |
|       | 3. Platz (Bronze)                                           |

| Klassement                 | Klassement                        | Klassement | Klassement | Klassement | Klassement | Klassement | Klassement |
| Platz                      | Name                              | MP         | Pkte.      | Aufn.      | GD         | BED        | HS         |
| -------------------------- | --------------------------------- | ---------- | ---------- | ---------- | ---------- | ---------- | ---------- |
| 1                          | Dieter Müller (Berlin)            | 14:0       | 2800       | 63         | 44,44      | 133,33     | 382        |
| 2                          | Klaus Hose (Bochum)               | 10:4       | 2747       | 52         | 52,82      | 100,00     | 228        |
| 3                          | Günter Siebert (Oberhausen)       | 8:6        | 2233       | 57         | 39,17      | 80,00      | 233        |
| 4                          | Dieter Wirtz (Düsseldorf)         | 8:6        | 2166       | 72         | 30,08      | 44,44      | 167        |
| 5                          | Peter Sporer (München)            | 7:7        | 2367       | 73         | 32,42      | 66,66      | 171        |
| 6                          | Paul Kimmeskamp (Bochum)          | 5:9        | 1805       | 84         | 21,48      | 26,66      | 221        |
| 7                          | Hans Wernikowski (Dortmund)       | 2:12       | 1361       | 66         | 20,62      | 50,00      | 141        |
| 8                          | Matthias Metzemacher (Düsseldorf) | 2:12       | 1654       | 89         | 18,58      | 23,52      | 128        |
| Turnierdurchschnitt: 30,81 |                                   |            |            |            |            |            |            |